# Daniel Batalha Henriques
Daniel Batalha Henriques (Santo Isidoro, Mafra, 30 de março de 1966 - Lisboa, 4 de novembro de 2022) foi um prelado católico português, bispo-auxiliar de Lisboa de 2018 a 2022.

## Biografia[2]
D. Daniel Batalha Henriques, de 52 anos, foi membro do presbitério de Lisboa e era, à data da sua nomeação episcopal, pároco das paróquias de Torres Vedras e Matacães e vigário da Vigararia de Torres Vedras. Natural da Paróquia de Santo Isidoro, em Mafra, entrou no Seminário de Almada, em 1982, e concluiu a sua formação no Seminário dos Olivais, em 1989. Foi ordenado sacerdote, pelo Cardeal D. António Ribeiro, em 1990, no Mosteiro dos Jerónimos. 
A primeira nomeação foi, em 1990, para membro da equipa formadora do Seminário de São Paulo, em Almada. Foi depois pároco da Ramada, Famões, Algés e Cruz Quebrada, e diretor do Serviço de Animação Missionária do Patriarcado de Lisboa. O novo Bispo Auxiliar foi nomeado cónego do Cabido da Sé Metropolitana Patriarcal de Lisboa, em abril de 2011. A ordenação episcopal de D. Daniel Henriques decorreu no Mosteiro dos Jerónimos, em Lisboa, no dia 25 de novembro, Domingo de Cristo-Rei.

## Cronologia[3]
30 de março de 1966 - Nasceu na freguesia de Santo Isidoro, Mafra. 
6 de maio de 1966 - Foi batizado, na igreja paroquial de Santo Isidoro. 
Outubro de 1982 - Entrou no Seminário Patriarcal de São Paulo, em Almada
Outubro de 1982 - Frequentou o externato Frei Luís de Sousa, em Almada
19 de dezembro de 1982 - Recebeu o Sacramento da Confirmação na paróquia de Santo Isidoro
Setembro de 1983 - Entrou no ano propedêutico da Faculdade de Teologia da Universidade Católica Portuguesa, em Lisboa
Setembro de 1986 - Entrou no Seminário de Cristo Rei dos Olivais, em Lisboa
3 de dezembro de 1989 - Ordenação Diaconal, no mosteiro dos Jerónimos
1 de julho de 1990 - Ordenação presbiteral, no mosteiro dos Jerónimos
Julho de 1990 - Membro da Equipa Sacerdotal do Seminário Patriarcal de São Paulo, em Almada
Outubro de 1992 - Membro do Conselho Presbiteral, pelos padres ordenados nos últimos 5 anos
Dezembro 1996 - Membro do Conselho Presbiteral, pelos padres dos seminários e vocações
Agosto de 1997 - Pároco da paróquia de Nossa Senhora Rainha dos Apóstolos da Ramada
Agosto de 1997 - Pároco da paróquia de Nossa Senhora do Rosário de Famões
Outubro de 1997 - Membro da Comissão Diocesana do Diaconado Permanente
Setembro de 1999 - Vigário da Vigararia de Loures
Junho de 2001 - Recondução como Vigário da Vigararia de Loures
Outubro de 2002 - Membro do Serviço de Animação Missionária do Patriarcado de Lisboa
Junho de 2005 - Pároco da paróquia de Cristo Rei de Algés
Setembro de 2006 - Vigário da Vigararia V (Região Pastoral do Termo Ocidental)
Julho de 2010 - Pároco da paróquia de Senhor dos Aflitos da Cruz Quebrada - Dafundo
Abril de 2011 - Membro do Cabido da Sé Metropolitana Patriarcal de Lisboa
Julho de 2012 - Diretor espiritual do Seminário de Cristo Rei dos Olivais
Outubro de 2012 - Membro do Conselho Presbiteral, pela Vigararia de Oeiras
Setembro de 2014 - Diretor do Serviço de Animação Missionária do Patriarcado de Lisboa
Julho de 2016 - Pároco das paróquias de São Pedro e São Tiago, Santa Maria e São Miguel, Torres Vedras
Dezembro de 2016 - Vigário da Vigararia de Torres Vedras
Abril de 2017 - Membro do Conselho Presbiteral, pelo Cabido da Sé Metropolitana Patriarcal de Lisboa
Julho de 2017 - Pároco da paróquia de Nossa Senhora da Oliveira de Matacães
Novembro de 2018 - Ordenação episcopal, conferida pelo Cardeal-Patriarca de Lisboa, D. Manuel Clemente, Mosteiro dos Jerónimos, na solenidade de Cristo-Rei.
4 de novembro de 2022 - Faleceu na madrugada do dia 4 de novembro, vítima de cancro. Estava, há vários dias, internado numa unidade de cuidados continuados.

## Mensagem de D. Manuel Clemente, Cardeal-Patriarca de Lisboa, por ocasião da nomeação de D. Daniel Batalha Henriques[4]
O Cónego Daniel Batalha Henriques acaba de ser nomeado Bispo Auxiliar de Lisboa. Em boa hora o recebemos na nova missão, rezando desde já pela sua pessoa e trabalho futuro.
Nascido em 1966 e ordenado sacerdote em 1990, desempenhou o seu ministério na formação de seminaristas e em diversas paróquias, além do mais, com grande dedicação e intensidade espiritual.
É especialmente esta junção de dedicação e espiritualidade, bem como de sensibilidade missionária, que mais lhe granjeia a consideração e a estima do Presbitério diocesano, assim como dos muitos fiéis que sucessivamente tem servido. Da sua clarividência pastoral dão boa conta os artigos que publica semanalmente no jornal Badaladas(da paróquia de Torres Vedras), sempre bons de reler. 
Agradeço ao Papa Francisco a nomeação que acaba de ser noticiada, preenchendo o lugar que D. José Traquina deixou vago há um ano, com a nomeação para Santarém. D. Daniel soma-se aos vários membros do Presbitério de Lisboa que na última década têm sido chamados ao Episcopado, em benefício de várias Dioceses. Graças a Deus que assim foi e deste modo continua a ser!
Lisboa, 13 de outubro de 2018
+ Manuel, Cardeal-Patriarca   